# اندی هویی
اندی هویی (انگلیسی: Andy Hui؛ زادهٔ ۱۲ اوت ۱۹۶۷) خواننده و بازیگر اهل هنگ کنگ بریتانیا است.
از فیلم‌ها یا مجموعه‌های تلویزیونی که وی در آن‌ها نقش داشته‌استT می‌توان به نخستین شلیک (۱۹۹۳) اشاره نمود.
اندی هویی در سال ۲۰۱۳ با خواننده و بازیگر، سامی چنگ ازدواج کرد. سامی در سال ۲۰۱۸ اذعان کرد که آن‌ها هرگز به‌طور قانونی ازدواج خود را ثبت نکرده‌اند؛ آن‌ها فقط در مراسم عروسی یکی از دوستان‌شان در سال ۲۰۱۳ شرکت کرده بودند.
در تاریخ ۱۶ آوریل ۲۰۱۹، ویدیویی منتشر شد که در آن هویی در حال رفتار صمیمانۀ غیرمتعارف با جکلین وانگ، بازیگر شبکه تی‌وی‌بی و شرکت‌کننده پیشین مسابقه دوشیزه هنگ‌کنگ، در یک تاکسی دیده می‌شد. این حادثه توسط دوربین داخل خودرو ضبط شده بود. هویی به‌طور عمومی از همسرش و عزیزانش عذرخواهی کرد و گفت که در آن شب مست بوده، اما اعتراف کرد که مستی توجیهی برای رفتارش نیست. این اتفاق به تصویر عمومی و حرفه‌ای وانگ هم آسیب زد، اما هویی توانست حرفه‌اش را از سر بگیرد و ازدواجش را نجات دهد.